# Чемпионат мира по горнолыжному спорту 1939
9-й чемпионат мира по горнолыжному спорту прошёл с 12 по 15 февраля 1939 года в Закопане (Польша).

## Общий медальный зачёт
| Место | Страна    | Золото | Серебро | Бронза | Всего |
| ----- | --------- | ------ | ------- | ------ | ----- |
| 1     | Германия  | 5      | 4       | 3      | 12    |
| 2     | Швейцария | 1      | 2       | 2      | 5     |
| 3     | Швеция    | 0      | 0       | 1      | 1     |

## Медалисты

### Мужчины
| Дисциплина       | Золото           | Серебро         | Бронза           |
| ---------------- | ---------------- | --------------- | ---------------- |
| Скоростной спуск | Хелльмут Ланчнер | Йозеф Йенневайн | Карл Молитор     |
| Слалом           | Рудольф Ромингер | Йозеф Йенневайн | Вильгельм Вальх  |
| Комбинация       | Йозеф Йенневайн  | Вильгельм Вальх | Рудольф Ромингер |

### Женщины
| Дисциплина       | Золото        | Серебро     | Бронза       |
| ---------------- | ------------- | ----------- | ------------ |
| Скоростной спуск | Кристль Кранц | Лиза Реш    | Хельга Гёдль |
| Слалом           | Кристль Кранц | Гритли Шаад | Май Нильссон |
| Комбинация       | Кристль Кранц | Гритли Шаад | Лиза Реш     |